# 詹姆士·海皮
陸軍少校詹姆士·海皮（英語：Major James Stephen Heappey，1981年1月30日—）是一位英格蘭政治人物，他的黨籍是保守黨。自2015年開始，他擔任韋爾斯選區選出的英國下議院議員。他畢業於伯明翰大學。